# トルノヴォ橋

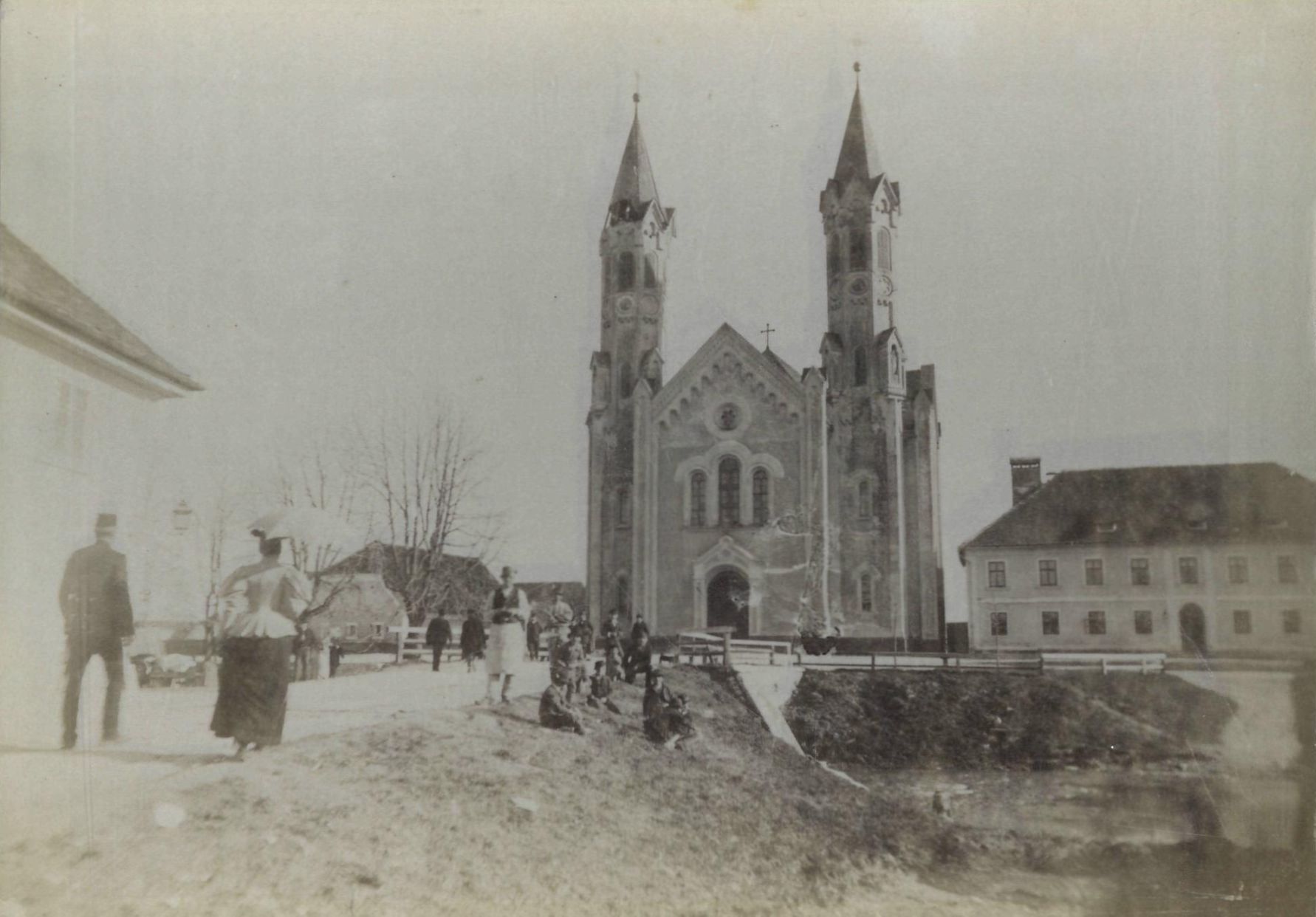
トルノヴォ橋とトルノヴォ協会、1895年のリュブリャナ地震の後

トルノヴォ橋（Trnovski most、トルノウスキ・モスト）は、リュブリャナのグラダシュチツァ川に架かる橋である。リュブリャナ市トルノヴォ地区に位置する。ヨジェ・プレチニックの設計によって1929年から1932年にかけて建築された。世界で唯一、木が茂る橋である。